# Stammbach (gmina)
Stammbach – gmina targowa w Niemczech, w kraju związkowym Bawaria, w rejencji Górna Frankonia, w regionie Oberfranken-Ost, w powiecie Hof. Leży w Smreczanach, nad Soławą, przy autostradzie A9 i linii kolejowej Norymberga - Drezno.
Gmina położona jest 23 km na południowy zachód od Hof i 13 km na północ od Bayreuth.

## Dzielnice
W skład gminy wchodzą następujące dzielnice: 
| | |                                                                                            |
| - Abendhut - Förstenreuth - Gundlitz - Hartmannseinzel - Herrnschrot - Hohenbuchen - Höhlmühle - Kirschbaum | - Kropfeinzel - Kropfmühle - Loh - Mittlereinzel - Obereinzel - Oelschnitz (Oelschnitz-Quelle) - Querenbach - Reba | - Röhrigeinzel - Stammbach - Steinfurth - Untereinzel - Weickenreuth - Wildenhof - Winklas |

## Demografia
| Rok  | Liczba mieszk. |
| ---- | -------------- |
| 1970 | 3.352          |
| 1987 | 2.755          |
| 2000 | 2.662          |
| 2006 | 2.516          |

## Polityka
Wójtem jest Karl-Philipp Ehrler (CSU/Związek Wyborczy). Rada gminy składa się z 15 członków:
|      | CSU/Związek Wyborczy | SPD/Związek Wyborców | Związek Wyborców Stammbach-Land | Lista Niezrzeszonych | Razem                  |
| 2002 | 6                    | 4                    | 4                               | 1                    | 15 miejsc (w tym wójt) |

## Oświata
(na 1999)

W gminie znajduje się 75 miejsc przedszkolnych (z 65 dziećmi) oraz szkoła podstawowa (5 nauczycieli, 106 uczniów).